# Dolichopeza venosa
Dolichopeza venosa är en tvåvingeart som först beskrevs av Johnson 1909.  Dolichopeza venosa ingår i släktet Dolichopeza, och familjen storharkrankar. Inga underarter finns listade.